# دافيد كاستيدو
دافيد كاستيدو إسكوديرو (بالإسبانية: David Castedo)‏، من مواليد 23 يناير 1974 في مايوركا في إسبانيا، لاعب كرة قدم إسباني.
بدأ مسيرته الكروية مع نادي مايوركا في عام 1993، ولعب معهم حتى عام 1997، وشارك معهم في مباراتين، وفي موسم 1997/1998 لعب مع نادي هيراكليس، وفي موسم 1998/1999 لعب مع نادي إكستريمادورا، وشارك معهم في 32 مباراة، وفي موسم 1999/2000 لعب مع نادي مايوركا، وشارك معهم في 8 مباريات وسجل هدف واحد، ومنذ عام 2000 وهو يلعب مع نادي إشبيلية.

## روابط خارجية
- دافيد كاستيدو على موقع الاتحاد الأوربي (الإنجليزية)
- دافيد كاستيدو على موقع قاعدة بيانات كرة القدم.إي يو (الإنجليزية)